# Martin (Film)
Martin (italienischer Titel: Wampyr) ist ein US-amerikanischer Horrorfilm des Regisseurs George A. Romero aus dem Jahr 1977. Das Drehbuch verfasste der Regisseur selbst.

## Handlung
Der Film Wampyr erzählt die Geschichte eines nekrophilen jungen Mannes namens Martin, der Frauen tötet, sie anschließend vergewaltet und ihr Blut trinkt. Er betäubt seine Opfer mit Spritzen und inszeniert seine Taten als romantische Vampirfantasien in schwarz-weißen Visionen, die zwischen Erinnerung und Einbildung schwanken. Er reist mit dem Zug nach Braddock, Pennsylvania, um bei seinem streng religiösen und abergläubischen Cousin Tata Cuda zu leben. Cuda hält Martin für einen Vampir und versucht, ihn mit Knoblauch und Kreuzen abzuwehren. Gleichzeitig warnt Cuda ihn davor, jemanden aus der Nachbarschaft zu töten, sonst werde er ihn pfählen. Martin beginnt eine Arbeit als Lieferjunge und entwickelt eine Beziehung zu Abby Santini, einer unglücklichen Hausfrau, die seinen Blutdurst vorübergehend lindert. Martin sucht Rat bei einem Radio-DJ und beschreibt sich selbst als „The Count“ (den Grafen), während er gleichzeitig mit seiner Einsamkeit und seiner mörderischen Natur kämpft.
Cuda versucht schließlich, Martin durch einen Exorzismus zu retten, was jedoch scheitert. Dessen Beziehung zu Abby endet tragisch, als sie Selbstmord begeht und Cuda glaubt fälschlicherweise, Martin habe sie getötet. Er pfählt Martin im Schlaf und vergräbt ihn im Garten, während Radiohörer nach „The Count“ fragen.

## Kritik
Die Kritiken zu Martin fielen überwiegend positiv aus. Beispielsweise urteilte das Lexikon des internationalen Films:

„Ambitionierter Horrorfilm, der nicht in Strömen von Blut ertrinkt. Als Gesellschaftskritik und als Kritik am Genre zugleich angelegt.“

Stephen King bezeichnete Wampyr als „klassische und visuell feinfühlige Abhandlung des Vampirmythos und eines der ganz wenigen Beispiele dafür, wie der Mythos bewusst im Film untersucht wird.“ Romero stelle „den für den Mythos so lebenswichtigen romantischen Vorstellungen einen Kontrast entgegen, indem er die grimmige Realität des tatsächlichen Trinkens von Blut zeigt, ads aus den Adern des vom Vampir Auserwählten sprudelt.“